# Твердилково
Твердилково — село  в Переславском районе Ярославской области России. На уровне муниципального устройства входит в состав городского округа Переславль-Залесский. До 2018 года входила в состав Рязанцевского сельского поселения.

## География
Находится в южной части области, в зоне хвойно-широколиственных лесов, при речке Сухопарке.

### Климат
Климат характеризуется как умеренно континентальный, с умеренно холодной зимой и относительно тёплым влажным летом. Среднегодовая температура воздуха — 3,5 °C. Средняя температура воздуха самого холодного месяца (января) — −13,3 °C (абсолютный минимум — −39,5 °C); самого тёплого месяца (июля) — 18 °C (абсолютный максимум — 37 °C). Безморозный период длится около 214 дней. Годовое количество атмосферных осадков составляет около 646 мм, из которых большая часть выпадает в тёплый период. Снежный покров держится в среднем в течение 151 дня.

## История
Первое упоминание о сельце Твердилкове в Переславском уезде относится к концу XV в. В 1491 г., ближний боярин великого князя Ивана III Андрей Михайлович Плещеев составляет духовную, в которой завещает сельцо Твердилково и сельцо Лихаревское своему сыну Даниилу. Даниил Андреевич отдал село брату Михаилу Андреевичу, сын которого Дмитрий Михайлович, в свою очередь, 1562 г. завещает село своему сыну Ивану Дмитриевичу. Иван Дмитриевич Плещеев-Колодка 12 лет служил воеводой в Юрьеве Ливонском, вероятно в это время сельцо Твердилково было «взято на Государя» .
В 1628—29 году село Твердилково принадлежало Семёну Гаврилову Коробьину, а до него было за князем Щетининым. В 1656 году у вдовы Фетиньи Коробьиной купил это село князь Иван Петрович Барятинский. Вскоре после этого князь Барятинский пожертвовал это село Данилову монастырю. После секуляризации в 1764 году Твердилково стало казённым селом.
Церковь Рождества Богородицы существовала здесь уже 1628 году и была князем Щетининым. Запустелую церковь восстановил вотчинник села Семён Семёнович Коробьин к 1644 году.
В 1778 году прихожане построили новую деревянную церковь в честь того же праздника.
В 1826 году вместо деревянной церкви построен каменный храм с такою же колокольнею. Престолов в нём два: в холодном в честь Рождества Пресвятой Богородицы, в приделе тёплом во имя Святой Живоначальной Троицы.
С 1885 года в селе была церковно-приходская школа.

## Население
| 1859 | 1905 | 1926 | 2007 | 2010 |
| ---- | ---- | ---- | ---- | ---- |
| 235  | ↗284 | ↗350 | ↘42  | ↘28  |

### Историческая численность населения
Население на 1 января 2007 года — 42 человека.

## Инфраструктура
Личное подсобное хозяйство с зоной сельскохозяйственного использования, индивидуальная застройка усадебного типа.

## Транспорт
Автобусное сообщение с райцентром. Остановка общественного транспорта «Твердилково». 